# شهر ممنوعه (پیونگ‌یانگ)
شهر ممنوعه، نامی غیررسمی برای مجموعه‌ای از ساختمان‌های تحت حفاظت است که در مرکز پیونگ‌یانگ واقع شده‌است و به‌عنوان مقر حزب کارگران کره، حزب حاکم در جمهوری دموکراتیک خلق کره شمالی و کمیسیون امور ایالتی مورد استفاده قرار می‌گیرد. این مجتمع تقریباً بین خیابان‌های چانگ‌گوانگ، چولیما و جبانگسان واقع شده‌است. این مجموعه شامل تعدادی ساختمان اداری و همچنین ساختمان‌های آپارتمانی است که با یک دیوار بلند، احاطه شده‌اند.

## بررسی اجمالی
دبیرخانه و سالن اجتماعات مرکزی حزب کارگران کره، از ساختمان‌های این مجموعه هستند. در اکتبر ۲۰۱۹ گزارش شد که بسیاری از پنجره‌های این ساختمان‌ها به دلایل امنیتی مسدود شده‌است. در سال ۲۰۱۹ این مجتمع شاهد فعالیت‌های عمرانی وسیعی بود. تصاویر ماهواره‌ای فعالیت ساخت‌وساز را بین فوریه تا آوریل ۲۰۲۰ نشان می‌دهند. این تصاویر نشان داد که ساختمان قدیمی که تصور می‌شد کلینیک خصوصی رهبران کره شمالی است تخریب شده و ساختمان جدید و بزرگ‌تری با اتاق‌های متعدد و فضاهای بزرگ‌تر و مجزا در حال ساخت است.